# Josep Maria Vidal i Pallejà
Josep Maria Vidal i Pallejà (Reus, 5 de juliol de 1894 - 7 de febrer de 1968) va ser un escriptor i periodista català.
Era fill de Josep Vidal Mir, paleta de Perafort, i de Maria Pallejà Amill, de Reus. Corredor de fruits secs, era un actiu col·laborador de diverses publicacions reusenques, sense tenir cap ideologia definida, però proper a postures dretanes. Va publicar al Diario de Reus el 1912, 1913 i 1917, també a Foment, del 1913 al 1918, La Justícia Social, el 1915 i 1916, i a la Revista del Centre de Lectura el 1925 i sobretot en aquesta revista a partir de 1953. També va col·laborar al setmanari Ceres de Valladolid, una publicació sobre temes d'agricultura. Va publicar la novel·la Flor d'obaga (Barcelona: Impremta Ràfols, 1917) i Contes del cel i de l'infern (Reus: Josep Vila i Sugranyes, 1928),« d'un postmodernisme tronat» diu Pere Anguera. Va ser president de l'Associació d'Iniciatives reusenca, una entitat que col·laborava amb l'Ajuntament per la promoció de la ciutat. En la postguerra, els anys 1947 i 1948, va ser regidor de l'Ajuntament.